# 2-es busz (Tiszaújváros)

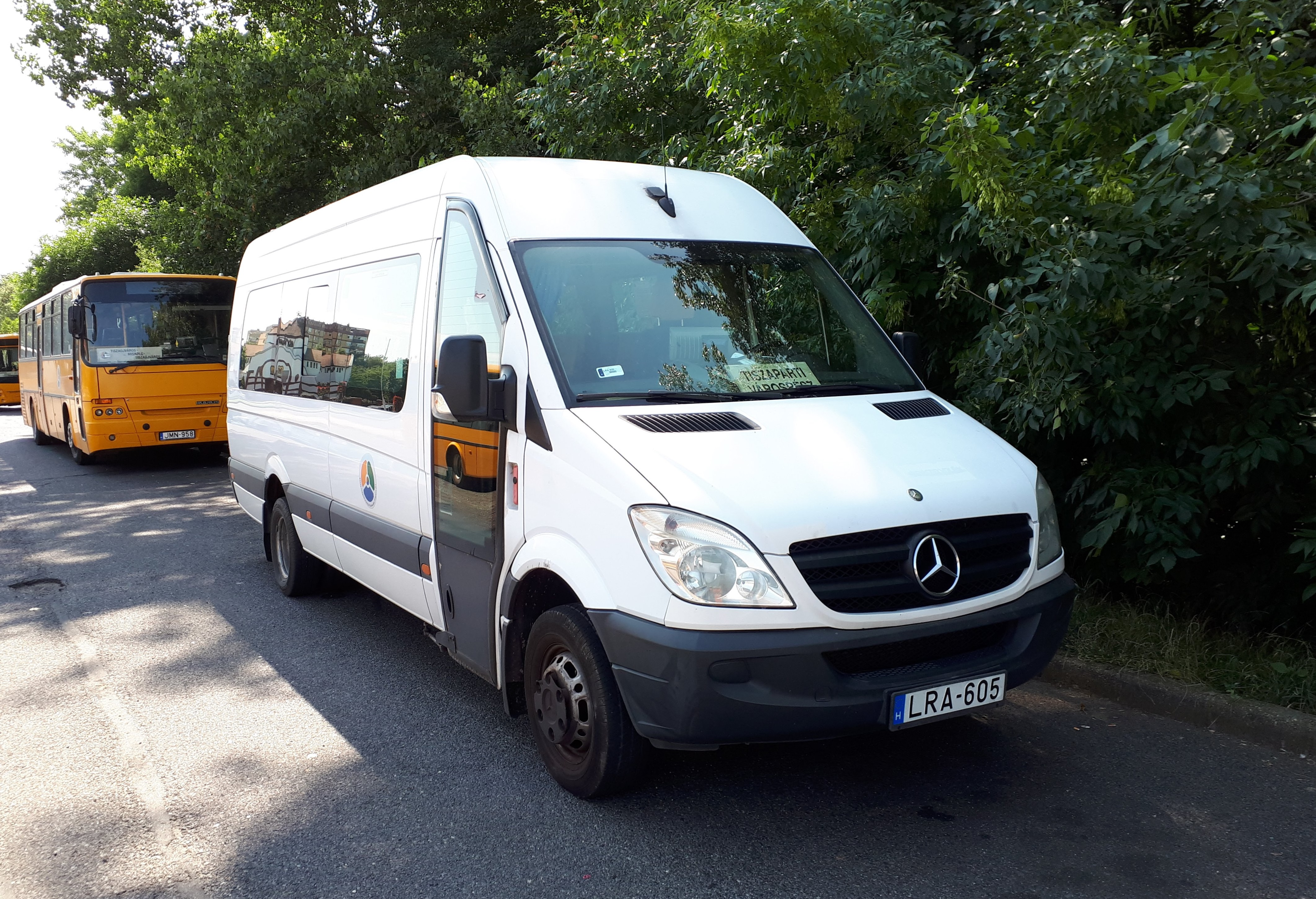
Csúcsidőn kívül Mercedes Sprinter indul el a városrészbe

A tiszaújvárosi 2-es jelzésű autóbusz egy helyi járat, ami az autóbusz-állomás és Tiszapart városrésze között közlekedik. A viszonylatot a Volánbusz üzemelteti.

## Megállóhelyei
| 0 | Autóbusz-állomás végállomás                        | 0  | 0.0 km | 1, 1A, 3 1055, 1374, 1426, 1427, 1428 3731, 3733, 3737, 3739, 3744, 3745, 3752, 3960, 3963, 3965, 3966, 3967, 3968, 3969, 3970, 3971, 3974, 3975, 4008, 4009, 4240, 4241, 4484 |
| 1 | Művelődési ház                                     | 2  | 0.8 km | 3 3960, 3963, 3965, 3970, 3975, 4008, 4240, 4241, 4484 |
| 2 | Tiszaújváros bejárati út                           | 5  | 1.2 km | 1410, 1426, 1427, 1428, 1450 3952, 3960, 3963, 3964, 3965, 3970, 3975, 4008, 4240, 4241, 4484                                                                                  |
| 3 | VOLÁN-telep                                        | 6  | 1.9 km | 1410, 1450 3952, 3960, 3963, 3964, 3965, 4008, 4240, 4241, 4484 |
| 4 | Tiszapart városrész elágazás                       | 8  | 4.0 km | 1410, 1450 3952, 3960, 4240, 4241 |
| 5 | Tiszapart városrész, autóbusz-váróterem végállomás | 10 | 5.4 km | 3960 |